# Prosopocera orientalis
Prosopocera orientalis är en skalbaggsart som beskrevs av Stefan von Breuning 1967. Prosopocera orientalis ingår i släktet Prosopocera och familjen långhorningar. Inga underarter finns listade i Catalogue of Life.